# Universidade de Almeria
A Universidade de Almeria (em castelhano: Universidad de Almería) é uma instituição de ensino superior pública com sede em Almeria, na Espanha. Fundada em 1 de julho de 1993, seu atual reitor é Carmelo Rodríguez Torreblanca.